# Gil Scott-Heron
Gil Scott-Heron, född 1 april 1949 i Chicago, Illinois, död 27 maj 2011 i New York, New York, var en amerikansk poet och musiker, mest känd för sina verk som spoken word-artist under det sena 1960-talet och tidiga 1970-talet .
Gil Scott-Heron förknippas ofta med militant afroamerikansk aktivism och är mest känd för sin dikt och sång The Revolution Will Not Be Televised. Scott-Heron kallas ofta för hiphopens fader och många kända rappare som Chuck D från Public Enemy och Mos Def har inspirerats av hans stil.

## Diskografi
- 1970 – Small Talk at 125th and Lenox
- 1971 – Pieces of a Man
- 1972 – Free Will
- 1973 – Winter in America
- 1975 – The First Minute of a New Day
- 1976 – From South Africa to South Carolina
- 1976 – It's Your World
- 1977 – Bridges
- 1978 – Secrets
- 1979 – 1980
- 1980 – Real Eyes
- 1981 – Reflections
- 1982 – Moving Target
- 1994 – Spirits
- 1994 – Minister of Information: Live
- 2010 – I'm New Here

## Privatliv
Hans pappa, Gil Heron, var en jamaicansk professionell fotbollsspelare som bland annat spelade för Celtic FC.